# La Vengeance Fromondin
La Vengeance Fromondin (anciennement Yon) est une chanson de geste du XIIIe siècle qui fait partie du Cycle des Lorrains. Il s'agit d'une des trois continuations concurrentes au cycle central Garin-Girbert (avec Anseÿs de Gascogne et Yonnet de Metz). Elle reprend l'intrigue après la mort de Fromondin, le dernier grand seigneur Bordelais et raconte la reprise des hostilités par Doon de Boulogne. La chanson alterne les batailles dans le Nord de la France (Cambrésis, Lens,...) et le Bordelais (notamment Gironville) et s'achève par le couronnement de Yon, fils de Girbert, en tant que roi de Gascogne.
Longue de 6000 décasyllabes, le texte est un des plus courts de la Geste des Loherains. Idéologiquement opposé à l'autre continuation de la Geste qu'est Anseÿs, le texte prend parti pour le pouvoir royal contre les Flamands. Une des particularités les plus intéressantes de cette chanson est d'intégrer une version de la chanson de Raoul de Cambrai en son sein.

## Résumé

### Batailles dans le Nord de la France
Ayant appris la mort de Fromondin (à la fin de Girbert de Metz), Doon le gris, du parti des Bordelais, assemblent ses hommes pour ravager les terres du Lorrain Gérin. Profitant de l'absence de ce dernier, qui est parti faire adouber ses enfants à Paris, Doon prépare une embuscade à Cologne, durant laquelle sont blessés de nombreux Lorrains. Apprenant le retour imminent de Gérin, Doon part mettre le siège à Cambrai. S'ensuivent une série de combats dans le Nord de la France, chaque clan ravageant les terres de l'autre. 

### Batailles dans le Bordelais
Pendant ce temps, Girbert est prévenu de la reprise des hostilités, et part à l'assaut des terres bordelaises, jusqu'à la destruction de Bordeaux. Une trêve est signée avec Hardouin de Bordeaux, et Girbert part aider son cousin Gérin dans le Nord de la France. Hardouin cependant rompt son serment, mais sa tentative pour reprendre Gironville échoue. Aidé de l'armée royale, les Lorrains ravagent le terres de Doon, qui est obligé de fuir à Bologne, puis, par bateau, à Bordeaux. Là, aidé de Hardouin, il reconstitue ses troupes et assiège de nouveau Gironville. Pendant ce temps, les Lorrains continuent de mettre à mal les Bordelais et leurs alliés Flamands dans le Nord de la France. Après une dernière victoire, les Lorrains retournent à Paris, et apprennent en chemin le siège de Gironville. 

### Bataille de Lens
Le roi décide d'une séance plénière à Paris ; Hardouin quitte alors le siège de la ville pour se rendre à la cour. Les négociations tournent court et Hardouin quitte Paris. Peu après, Oeudon de Flandres, allié des Bordelais, s'attaque à Cambrai en compagnie de Doon. Pépin et ses hommes se rendent sur place et chassent les Bordelais qui se réfugient à Lens. Nouvelle bataille, meurtrière, qui voit la victoire des Loherains. Chacun retourne en son pays.

### Mort de Girbert
A Gironville, une dispute éclate entre le fils de Girbert, Yon, et celui d'Hernaut et Ludie, au sujet d'un oiseau de chasse. Ludie, demande alors à son fils de se venger lui et l'honneur de sa lignée. L'enfant va alors assassiner Girbert avec un échiquier. Les hommes de Girbert quittent alors Gironville, tandis qu'Hernaut promet de tuer son propre fils. Une année passe : Yon est couronné à Toulouse et se venge des enfants de Ludie.  

## A propos de l’œuvre
- Le poète de la continuation La Vengeance Fromondin possède, semble-t-il une bonne connaissance du droit et devait vivre "dans le milieu de la Chancellerie et de la Cour"[1].
- La Vengeance Fromondin peut être considéré comme une œuvre à clé, liée à l'époque probable de sa composition que J.-C. Herbin estime autour de 1260, c'est-à-dire à l'époque où la Gascogne se retrouve inféodé au roi de France. On pourrait ainsi reconnaître Louis IX sous les traits dédoublés de Pépin et Girbert, ou encore Alphonse de Brienne sous ceux d'Ysangrin, comte d'Eu[2].
- L’œuvre peut être considéré comme une promotion de la monarchie capétienne, d'où des changements de taille par rapport aux autres textes de la Geste (notamment dans le portrait de la figure royale)[3].
- Après l'épisode des négociations à la cour (laisse 192-195 de l'éd. Herbin), se trouve une version remaniée de la chanson de Raoul de Cambrai, chanson de geste dont l'esprit n'est pas sans rappeler celui de la Geste des Loherains[4].